# Fekete özvegy (állatnem)
A fekete özvegy (Latrodectus) a pókszabásúak (Arachnida) osztályának pókok (Araneae) rendjébe, ezen belül a főpókok (Araneomorphae) alrendjébe és a törpepókfélék (Theridiidae) családjába tartozó nem.

## Előfordulásuk
A fekete özvegyfajok a világ minden melegebb éghajlatú területén előfordulnak. Némely faj elterjedési területe kiszélesedett az ember közreműködésével, például egyes gyümölcsök kivitelével. A Latrodectus póknem tagjai széles körben elterjedtek, látszólag nem szorulnak védelemre.

## Testfelépítésük
A nőstények 25 milliméteresek, a hímek lényegesen kisebbek. Eme pókok potroha selymes fekete fényű, rajta élénkpiros, gyakran homokóra alakra emlékeztető rajzolat található. A felületes szemlélő számára a különböző fajok nagyon hasonlítanak egymásra. A hímek potroha kecsesebb és finomabb rajzolatú. A szövőszemölcsök a potroh végén találhatók; ezek termelik a selyemfonalat, melyből hálót és kokont sző az állat, illetve becsomagolja vele áldozatát. A tapogatólábak, „állábak” a fej elülső részén; ezekkel adják át a hímek párzás közben a spermacsomagot a nőstényeknek. A pókok a csáprágók segítségével döfik át az áldozatok testét, mérget, illetve emésztőnedveket juttatva belé. Méreganyaguk idegméreg; az emberre veszélyes, de csak ritkán halálos. A nőstények lába fekete és vékony, egy pár tüskével ellátott. A hímeké narancsszínű és sötéten sávozott.

## Életmódjuk
A fekete özvegyek magányosan élnek. Hálójuk rendezetlennek néz ki. Táplálékuk legyek, lepkék, hangyák, bogarak és más pókok. Fogságban több évig, a szabad természetben rendszerint csak egy évig élnek.

## Szaporodásuk
A párzási időszakuk a meleg évszakban van. A hímek óvatosan közelednek a nőstények hálójához, és a háló fonalainak egyikét megrántva jelenti be érkezésüket. Ha a nőstények jó „hangulatban” vannak, magukhoz engedik. De mivel könnyen megváltozhat a nőstények kedélyállapota, a hímek sebesen körbefonják - „behálózzák” - és párzanak velük. A párzást követően a nőstények a hímektől kapott spermacsomaggal több adag petét is megtermékenyítenek. Gyakran párzás után vagy közben a nőstények megölik és elfogyasztják a hímeket. A petéket az „özvegyek” szövedékbe burkolják. Ezt felfüggesztik a hálóikban. Az ivadékoknál nyomban a kikelésük után megmutatkozik az anyjukéval azonos gyilkos természet. Mielőtt szétszélednének a fészekből, megpróbálnak végezni egymással. Ha az anyaállat éppen éhes, egyet-kettőt maga is elfogyaszthat közülük.

## Rendszerezés
A nembe az alábbi 31 faj tartozik:
- Latrodectus antheratus (Badcock, 1932)
- Latrodectus apicalis Butler, 1877
- Latrodectus bishopi Kaston, 1938
- Latrodectus cinctus Blackwall, 1865
- Latrodectus corallinus Abalos, 1980
- Latrodectus curacaviensis (Müller, 1776)
- Latrodectus dahli Levi, 1959
- Latrodectus diaguita Carcavallo, 1960
- Latrodectus elegans Thorell, 1898
- Latrodectus erythromelas Schmidt & Klaas, 1991
- Latrodectus geometricus C. L. Koch, 1841
- Latrodectus hasselti Thorell, 1870
- Latrodectus hesperus Chamberlin & Ivie, 1935
- Latrodectus hystrix Simon, 1890
- Latrodectus indistinctus O. P.-Cambridge
- Latrodectus karrooensis Smithers, 1944
- Latrodectus katipo Powell, 1871
- Latrodectus lilianae Melic, 2000
- Latrodectus mactans (Fabricius, 1775)
- Latrodectus menavodi Vinson, 1863
- Latrodectus mirabilis (Holmberg, 1876)
- Latrodectus obscurior Dahl, 1902
- Latrodectus pallidus O. P.-Cambridge, 1872
- Latrodectus quartus Abalos, 1980
- Latrodectus renivulvatus Dahl, 1902
- Latrodectus revivensis Shulov, 1948
- Latrodectus rhodesiensis Mackay, 1972
- európai fekete özvegy (Latrodectus tredecimguttatus) (Rossi, 1790) - típusfaj
- Latrodectus thoracicus Nicolet, 1849
- Latrodectus variegatus Nicolet, 1849
- Latrodectus variolus Walckenaer, 1837